# うんこ (企業)
株式会社うんこ(英語:UNCO INC.)は、神奈川県横浜市に本社を置く、うんこをモチーフとした商品の製造や販売などを手掛ける日本の企業。
英文表記はUNKOではなくUNCOが正しい。

## 概要
設立当初は株式会社のばのばという社名の高級品アパレル製造業であった。うんこを刺繍したTシャツを、遊び心で通販サイトに出品したところ、半年後に売れた。購入者が経営する大阪のバーに社長が訪問すると、Tシャツを着た常連客に熱烈歓迎された。それまでの仕事は卸売りであったため、購入客の喜ぶ顔を見たことがなかった社長は感激し、これまでないやりがいを感じた。「中途半端ではつまらない」と2017年には社名も「うんこ」に変更し、うんこ関連商品の企画・開発・販売を進めた。その後は地道な営業に加え、著名人にSNSなどで紹介されたこともあって、次第に注目されるようになった。現在は主にうんこ関連の商品を製造、販売している。
日本において、初めてうんこの様なマークやうんこの文字の商標登録を行った会社であり、うんこの他にもうんちやおならの文字等を商標登録しているが、出願前は弁理士からは「出願しても無駄だ」と言われていた。
うんこの様なマークや、うんこの文字が付いたTシャツ、靴下、スニーカー等、主に身につけるモノを製造、販売している企業である。

## 沿革
- 2013年6月21日 - 高級服飾製造会社株式会社ばのばのとして設立。
- 2014年10月24日 - うんこの様なマークを日本で初めて商標登録。
- 2017年
  - 1月6日 - 社名を株式会社うんこへ商号変更。
  - 3月17日 - うんこの文字を日本で初めて商標登録。
  - 4月6日 - UNCO.SHOP（ネットショップ）を開設。
- 2018年4月4日 - 関連会社株式会社おなら(法人番号：1020001125818)を設立[3]。
- 2021年7月9日  - うんこショップ1号店（実店舗）をオープン。

## 主な商品
- うんこTシャツ
- うんこスニーカー
- うんこソックス
- うんこタオル
- うんこアクセサリー
- うんこリストバンド